# Zalonema megalosoma
Zalonema megalosoma is een rondwormensoort. De wetenschappelijke naam van de soort is voor het eerst geldig gepubliceerd in 1918 door Steiner.